# محمد جاسم مهدي
محمد جاسم مهدي لاعب كرة قدم عراقي معتزل، وكان مركزه لاعب وسط، شارك مع نادي الزوراء وكان من ضمن تشكيلة المنتخب العراقي لكرة القدم والتي استضافته الإمارات العربية المتحدة لبطولة كأس آسيا 1996.